# Beyond the Beyond
Beyond the Beyond (яп. ビヨンド ザ ビヨンド ～遥かなるカナーンへ～ бэёндо дза бэёндо ～харуканару кана:н э～) — компьютерная игра в жанре японская ролевая игра разработанная японской студией Camelot Software Planning и изданная Sony Computer Entertainment для PlayStation. Игра была выпущена 3 ноября 1995 года в Японии и 31 августа 1996 года в Северной Америке. Хотя игра и не стала первой японской RPG на PlayStation, Beyond the Beyond первая японская RPG на платформе доступная на западе. Дизайн персонажей был создан мангакой Ами Сибатой.

## Игровой процесс
Beyond the Beyond — традиционная японская ролевая игра с пошаговой системой битв. В игре есть система «Active Playing System», позволяющая игроку увеличить шансы на проведение усиленной атаки противника или защиты от атак врага своевременным нажатием кнопки во время битвы. Похожая система появилась в Final Fantasy VIII только через четыре года после данной игры.

## Сюжет
Давным-давно в мире Beyond the Beyond бушевала битва между «существами света» (англ. Beings of Light) и «колдунами преисподней» (англ. Warlocks of the Underworld). Пока планета не была уничтожена стороны заключили соглашение, поверхность планеты была отдана «существам света», а глубины — «колдунам преисподней». На сотни лет на планете установился мир, прежде чем стали происходить необъяснимые происшествия. Игрок управляет молодым мечником Финном, который должен удержать силы «колдунов» от нарушения договора и захвата поверхности планеты.

## Персонажи
В игре представлено девять игровых персонажей, присоединяющихся к главному герою по ходу сюжета, которых игрок может включать в группу и использовать в сражениях. Финн (англ. Finn) — главный герой, 14-летний мечник, который согласно пророчеству должен спасти мир от сил злых колдунов. Штайнер (англ. Steiner) — детёныш дракона, лучший друг Финна. Энни (англ. Annie) — 13-летняя подруга главного героя, обладает лечебными силами. Перси (англ. Percy) — двадцатилетний рыцарь замка Марион, старший брат Энни. Самсон (англ. Samson) — солдат почитаемый за храбрость, он был проклят и потерял большую часть своей силы. Эдвард (англ. Edward) — принц замка Марион, волшебник. Домино (англ. Domino) — 28-летний пират, присоединяется к Финну после тот как тот спасает ему жизнь. Тонт (англ. Tont) — юный маг, который случайно превратился в сгусток слизи выпив зелье. Лореле (англ. Lorele) — принцесса королевства Барбарос.

## Разработка
Написанием саундтрека занимался Мотои Сакураба, также работавший с Camelot Soft над Shining Force III и серией Golden Sun.
Переводом игры для выпуска на английском языке занимались четыре сотрудника Sony Computer Entertainment America.

## Оценки прессы
| Иноязычные издания | Иноязычные издания |
| Издание            | Оценка             |
| ------------------ | ------------------ |
| EGM                | 7,5/10             |
| GameRevolution     | C                  |
| GameSpot           | 5,5/10             |
| IGN                | 4/10               |
| Next Generation    | [ 9 ]              |

Мнения критиков в отношении игры разделились, в то время как одни редакторы Electronic Gaming Monthly нашли игру впечатляющей RPG, другие посчитали её не приводящей в восторг, хотя и достойной игрой для любителей жанра. Редактор GamePro назвал игру неубедительной и предсказуемой. Британский журнал Next Generation назвал игру медленной и не бросающей достаточного вызова. Большинство критиков сошлось на том, что у игры достаточно рядовой для жанра визуальный стиль и что данная игра выглядит как игра прошлого поколения RPG, хотя некоторые также отметили что трёхмерные битвы выглядят впечатляюще.
Большинство критиков назвало сюжет не оригинальным и страдающем от длинных, унылых диалогов, хотя Next Generation, поставивший игре 2 из 5, назвал историю достаточно долгой и интересной. Часть критиков хвалило музыку, другие же критиковали музыку в формате MIDI в эпоху игр на CD Другим часто критикуемым аспектом стали частые случайные сражения.
Рейтинг игры на GameRankings составил a 44,4 %, на основании 8 рецензий. Official PlayStation Magazine дал игре минимальный возможный балл 0,5 из 5. Игра получила 6 из 10 от Electric Playground. Редактор RPGamer в ретроспективном обзоре отметил в игре длинные и сложные подземелья, частые случайные сражения, а также высокую сложность боссов.

## Примечание
1. 1 2 3 4 5 6 7  Rubenstein, Glenn. Beyond the Beyond at GameSpot. GameSpot. Дата обращения: 17 июня 2015. Архивировано 26 июня 2016 года.
2. ↑  Beyond the Beyond (англ.) // Electronic Gaming Monthly : magazine. — Ziff Davis, 1995. — July (no. 72). — P. 82.
3. 1 2  Nickel, Thomas (Summer 2011), Parish, Jeremy (ed.), Beyond the Beyond: Beyond Redemption?, GameSpite Quarterly (8), Архивировано 31 марта 2012, Дата обращения: 12 сентября 2011 Источник. Дата обращения: 25 июня 2020. Архивировано 31 марта 2012 года.
4. ↑  Beyond the Beyond Instruction Booklet, pg.4-5
5. ↑  Finalizing the Fantasy (англ.) // Electronic Gaming Monthly : magazine. — Ziff Davis, 1997. — May (no. 94). — P. 91.
6. 1 2 3 4 5 6 7 8  Review Crew: Beyond the Beyond (англ.) // Electronic Gaming Monthly : magazine. — Ziff Davis, 1996. — October (no. 87). — P. 62.
7. 1 2 3 4 5  Shimmy Shimmy Coco Pop! Game Revolution (октябрь 1996). Дата обращения: 6 ноября 2018. Архивировано из оригинала 1 сентября 2004 года.
8. 1 2 3 4 5  Beyond the Beyond. IGN (21 ноября 1996). Дата обращения: 3 ноября 2017. Архивировано 7 ноября 2017 года.
9. 1 2 3 4 5 6 7  Beyond the Beyond // Next Generation : magazine. — Future plc#Future US, 1996. — Ноябрь (№ 23). — С. 266, 268.
10. 1 2 3 4  Beyond the Beyond (англ.) // GamePro : magazine. — IDG, 1996. — October (no. 97). — P. 110.
11. ↑  Beyond the Beyond at GameRankings. GameRankings. Дата обращения: 11 июля 2008. Архивировано 9 мая 2008 года.
12. ↑  Long, Andrew. Beyond the Beyond Retroview. RPGamer.com. Дата обращения: 13 марта 2009. Архивировано из оригинала 28 февраля 2009 года.